# Víktor Safrónov
Víktor Serguéievitx Safrónov (rus: Ви́ктор Серге́евич Сафро́нов) (va néixer a Velikie Luki, Rússia, 11 octubre 1917 – va morir a Moscou 18 setembre 1999) va ser un astrònom soviètic que va proposar el model de formació de planetes de nebulosa de baixa massa, una imatge coherent de com els planetes es van formar a partir d'un disc de gas i pols al voltant del Sol.

## Biografia i llegat
Safrónov es va graduar al Departament de Mecànica i Matemàtiques de la Universitat Estatal de Moscou el 1941. Va defensar una dissertació pel Doctor de Ciències Físiques i Matemàtiques dins 1968. Els seus interessos científics van cobrir la cosmogonia planetària, l'astrofísica i la geofísica.
La seva hipòtesi planetesimal de formació de planetes encara es àmpliament acceptada entre astrònoms, tot i que existeixen teories alternatives (com la fragmentació gravitatòria del disc protoplanetari directament en els planetes).
Un planeta menor, el 3615 Safrónov, descobert per l'astrònom estatunidenc Edward L. G. Bowell el 1983, porta el seu nom.
La minisèrie de documentals de la BBC, The Planets, discuteix en profunditat el treball de Safrónov.

## Premis
- Premi Otto Schmidt de l'Acadèmia de Ciències de l'URSS (1974)
- Premi Leonard Meteoritical Society (1989)
- Premi Kuiper en Ciències Planetàries (1990)

## Llista de publicacions seleccionades
- Evolution of the Protoplanetary Cloud and Formation of the Earth and the Planets. Moscou: [[Nauka (editorial)|Editorial Nauka]], 1969. Trans. TTF de NASA 677, 1972.